# Antiblemma borrega
Antiblemma borrega är en fjärilsart som beskrevs av William Schaus 1901. Antiblemma borrega ingår i släktet Antiblemma och familjen nattflyn. Inga underarter finns listade i Catalogue of Life.